# ليو بالمر
ليو بالمر (بالإنجليزية: Lew Palmer)‏ هو لاعب كرة قدم أمريكية أمريكي، ولد في 11 فبراير 1875 في أدريان في الولايات المتحدة، وتوفي في 24 مارس 1945 في نيويورك في الولايات المتحدة.